# Ligament costo-claviculaire

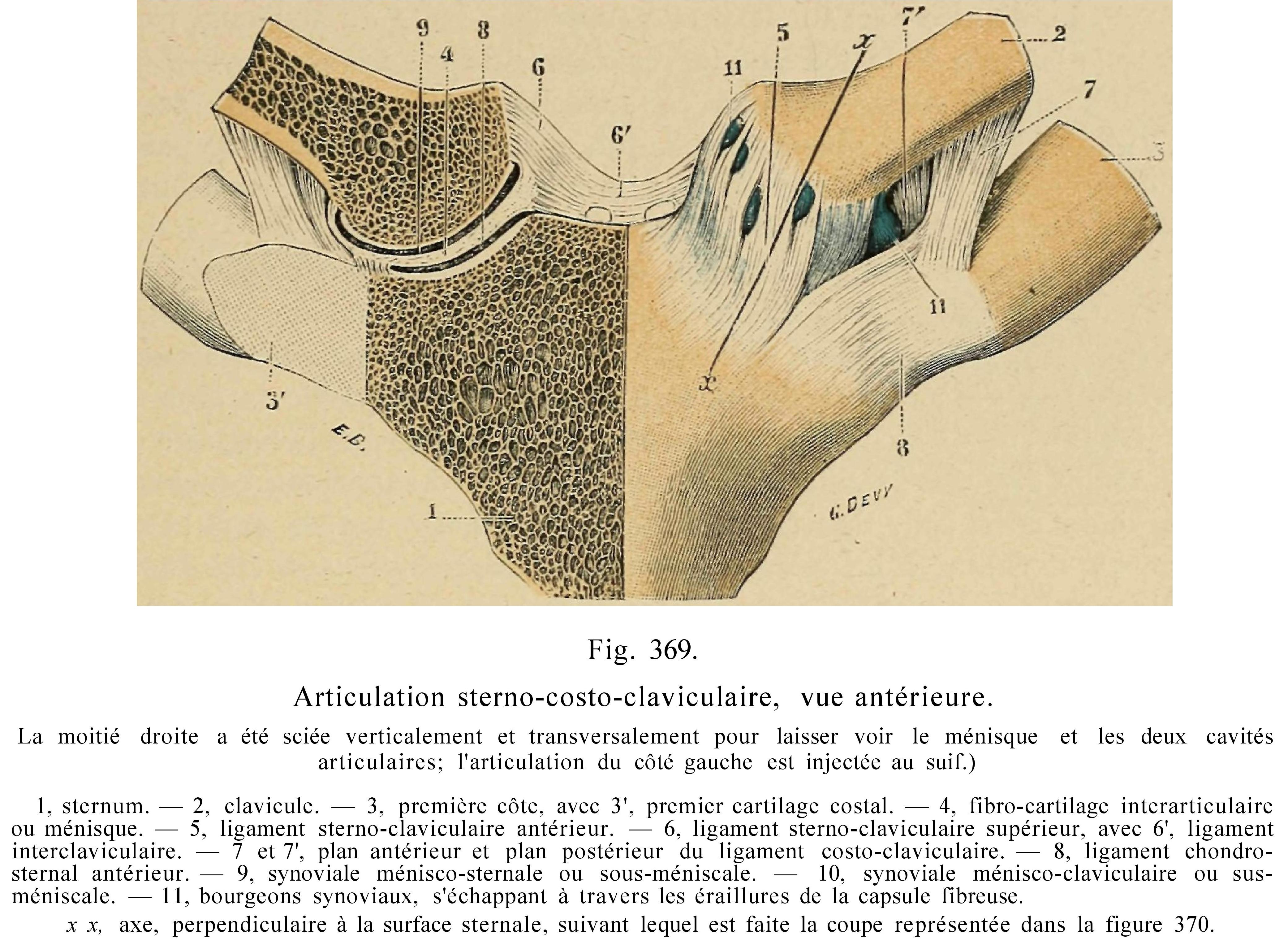

Le ligament costo-claviculaire (ou ligament rhomboïdal de Lauth ou ligament chondro-costo-claviculaire) est un ligament de l'articulation sterno-claviculaire. C'est une bande fibreuse courte formée en deux plans séparées par une bourse séreuse.

## Origine
Le ligament costo-claviculaire a pour origine le quart médian de la face inférieure de la clavicule.

## Trajet
Le ligament costo-claviculaire a un trajet vertical et court.

## Terminaison
Le ligament costo-claviculaire se termine sur l'extrémité antérieur de la face supérieur de la première côte, à la jonction entre l'os et le cartilage. Il encadre le muscle subclavier.

## Biomécanique
Le ligament costo-claviculaire est fort et assure la stabilité de l'articulation sterno-costo-claviculaire. En encadrant à sa terminaison le muscle subclavier, le ligament costo-claviculaire renforce celui-ci.